# Briava
Briava (821 m n. m. ), místními nazývaný i Husárik , je vrchol v severovýchodní části pohoří Javorníky, v geomorfologické části Rakovská hornatina,

## Polohopis
Nachází se přibližně 3,5 km jižně od centra města Čadca, na hranici s katastrálním územím obce Zákopčie. Leží v severovýchodní části Rakovské hornatiny a celého podcelku Vysoké Javorníky.

## Turistika
Vrcholem Briavy nevede značený chodník.  Červeně značená trasa vede od železniční stanice v Čadci, obchází vrchol východně kolem Horského hotelu Husárik a pokračuje jižním směrem přes Chotárny kopec do Sedla pod Grapou.  Je to zároveň i nejlehčí přístup na vrchol, buď přímo po  červené značce z centra Čadce, nebo po  žluté značce z osad U holých (Zákopčie) nebo Vojty (Čadca) do osady Grečovci a odtud po červené. Od hotelu Husárik vede na vrchol lesní cesta.
Město Čadca plánuje vybudovat v osadě Husárikovci turistickou rozhlednu a ve spolupráci s občanským sdružením Husárik půjčovnu kol a naučnou stezku, v budoucnu i nabíjecí stanici pro elektrokola. Dlouhodobou vizí města je tuto oblast přeměnit na turistické centrum města.

## Projekt obnovy lesa
V rámci projektu Demonstrační objekt přeměny odumírajících smrkových lesů na ekologicky stabilnější multifunkční ekosystémy vznikl na svazích Briavy Demonstrační objekt Husárik. Jeho účelem je praktická ukázka, ověření a výzkum různých alternativ obnovy lesa na kalamitních holinách. Celkově obsahuje 10 experimentů, které porovnávají různé techniky sadby a výchovy stromů, sadbu různých provenienci dřevin a přípravky pro zlepšení vlastností půdy. Zkoumané druhy dřevin zahrnují buk, dub, smrk, jedli, modřín, douglasku, javor a jasan. Zároveň se zkoumá i vliv rychle rostoucích druhů, jako je bříza či osika.

## Vysílač Husárik

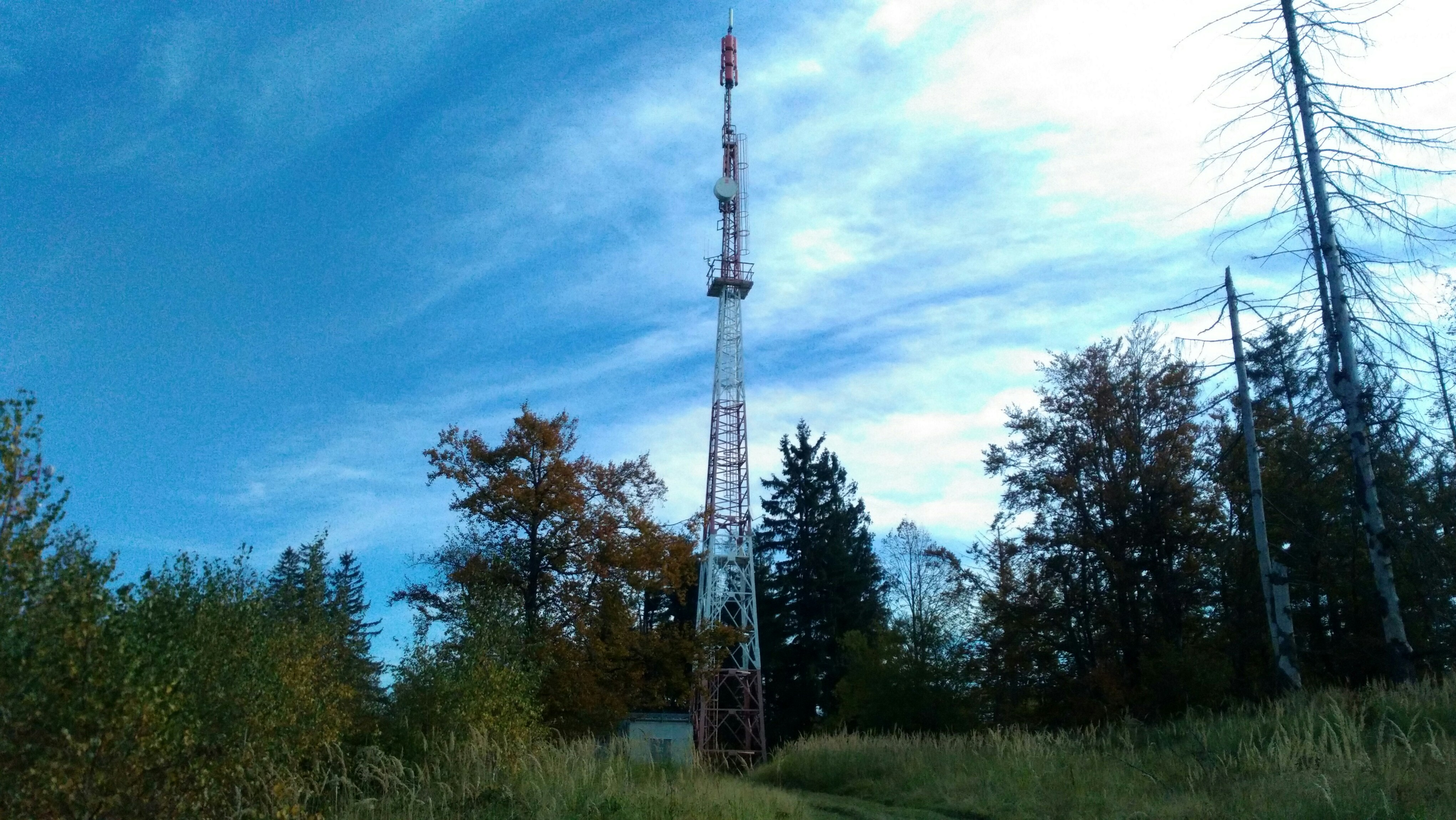
Vysílač na vrcholu Briavy

Na vrcholu Briavy se nachází televizní vysílač (interní označení TVP Čadca I.  ), který původně sloužil pouze jako dokrývač pro programové služby Slovenské televize pro město Čadca a bezprostřední okolí (z důvodu členitosti terénu a nedostatečné kvality signálu z Krížavy). Po přechodu na digitální pozemní vysílání však jeho význam značně narostl a dnes slouží jako součást sítě základních vysílačů a pokrývá téměř celý okres Čadca a příhraniční oblasti Česka a Polska. Vysílané jsou z něj všechny čtyři celoplošné multiplexy.
Vysílač tvoří ocelový volně stojící stožár příhradové (mřížové) konstrukce, antény jsou umístěny ve výšce 43,5 m. Bezprostředně u stožáru se nachází malá technologická budova.
| multiplex    | kanál | ERP      | polarizace |
| ------------ | ----- | -------- | ---------- |
| 1. multiplex | 47    | 5,455 kW | vertikální |
| 2. multiplex | 35    | 7,946 kW | vertikální |
| 3. multiplex | 32    | 5,743 kW | vertikální |
| 4. multiplex | 30    | 8,5 kW   | vertikální |